# Jorge II de Sajonia-Meiningen
Jorge II de Sajonia-Meiningen (en alemán: Georg II. von Sachsen-Meiningen; Meiningen, 2 de abril de 1826-Bad Wildungen, 25 de junio de 1914) fue el penúltimo duque de Sajonia-Meiningen, reinando desde 1866 hasta 1914.

## Familia y primeros años
Georg fue el único hijo de Bernardo II, duque de Sajonia-Meiningen, y de su esposa, la princesa María Federica de Hesse-Kassel. Su nacimiento fue recibido con gran alivio por sus padres, ya que la sucesión del ducado estaba comprometida debido a la falta de herederos varones en la familia. Jorge permanecería como único hijo durante diecisiete años, hasta el nacimiento de su hermana, la princesa Augusta, en 1843.

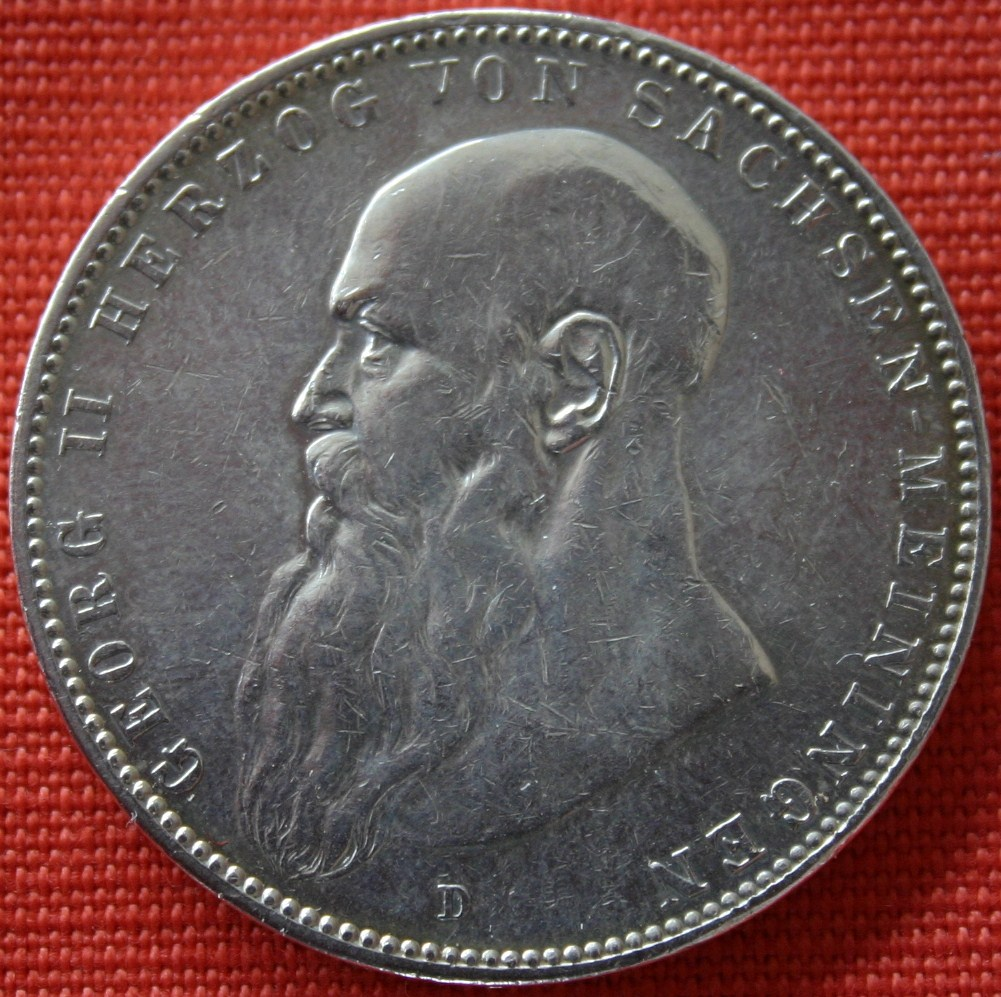
Efigie de Jorge II en una moneda de cinco marcos, 1908.

Jorge estuvo sus primeros pocos años bajo la supervisión de sus padres y su abuela, la duquesa viuda Luisa Leonor de Hohenlohe-Langenburg. Fue esta última quien inculcó sobre Jorge las virtudes patrióticas sobre su herencia, así como el sentido del deber necesario para gobernar un ducado.
En 1862, su única hermana se casó con el príncipe Mauricio de Sajonia-Altemburgo, un hijo menor de Jorge, duque de Sajonia-Altemburgo. Ellos serían los padres de Ernesto II de Sajonia-Altemburgo, el último duque gobernante en Sajonia-Altemburgo.

### Duque de Sajonia-Meiningen
Jorge sucedió a su padre como duque reinante de Sajonia-Meiningen el 20 de septiembre de 1866, cuando Bernardo fue obligado a abdicar en favor de su hijo tras la derrota de Austria en la guerra austro-prusiana. A diferencia de su padre, Jorge había permanecido leal a los prusianos durante la guerra y fue reconocido como teniente general del ejército prusiano. También a diferencia de sus padres, el joven duque estaba suficientemente familiarizado con la política prusiana como para observar sus actitudes como impracticables. Durante la guerra franco-prusiana, Jorge comandó dos regimientos de soldados de Meiningen y tuvo el honor de capturar las primeras banderas francesas en la batalla de Froeschweiler. Notablemente, luchó en casi cada batalla durante la guerra. Jorge fue un miembro del personal del emperador Guillermo I de Alemania cuando entró en París y permanecería como un amigo cercano del emperador hasta su muerte.

## Matrimonios y descendencia

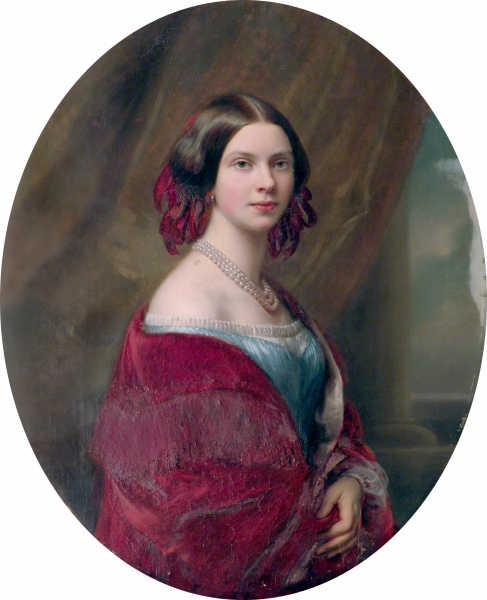
La primera esposa de Jorge, la princesa Carlota de Prusia.

Jorge se casó por primera vez en Charlottenburg el 18 de mayo de 1850 con la princesa Carlota Federica de Prusia, hija mayor del príncipe Alberto de Prusia y de la princesa Mariana de los Países Bajos. La pareja tuvo un breve noviazgo, y fue una unión por amor. Entre los regalos de la boda estuvo una opulenta villa en el Lago de Como de su madre, Mariana. Fue renombrada Villa Carlota en honor a la novia. Pasaron los siguientes cinco años entre Berlín y Potsdam, pero volvieron a Meiningen para el nacimiento de sus cuatro hijos.
- Bernardo III (Meiningen, 1 de abril de 1851-ibidem, 16 de enero de 1928), último duque de Sajonia-Meiningen.
- Jorge Alberto (Meiningen, 12 de abril de 1852-ib., 27 de enero de 1855).
- María Isabel (Potsdam, 23 de septiembre de 1853-Múnich, 22 de febrero de 1923).
- Un hijo (Meiningen, 29 de marzo de 1855-ib., 30 de marzo de 1855).

El 27 de enero de 1855, su segundo hijo Jorge murió. Carlota lo siguió tres meses después, muriendo en el nacimiento de otro hijo y dejando a Jorge desconsolado. Sucedió a su padre como duque reinante de Sajonia-Meiningen en 1866, once años después de la muerte de Carlota.

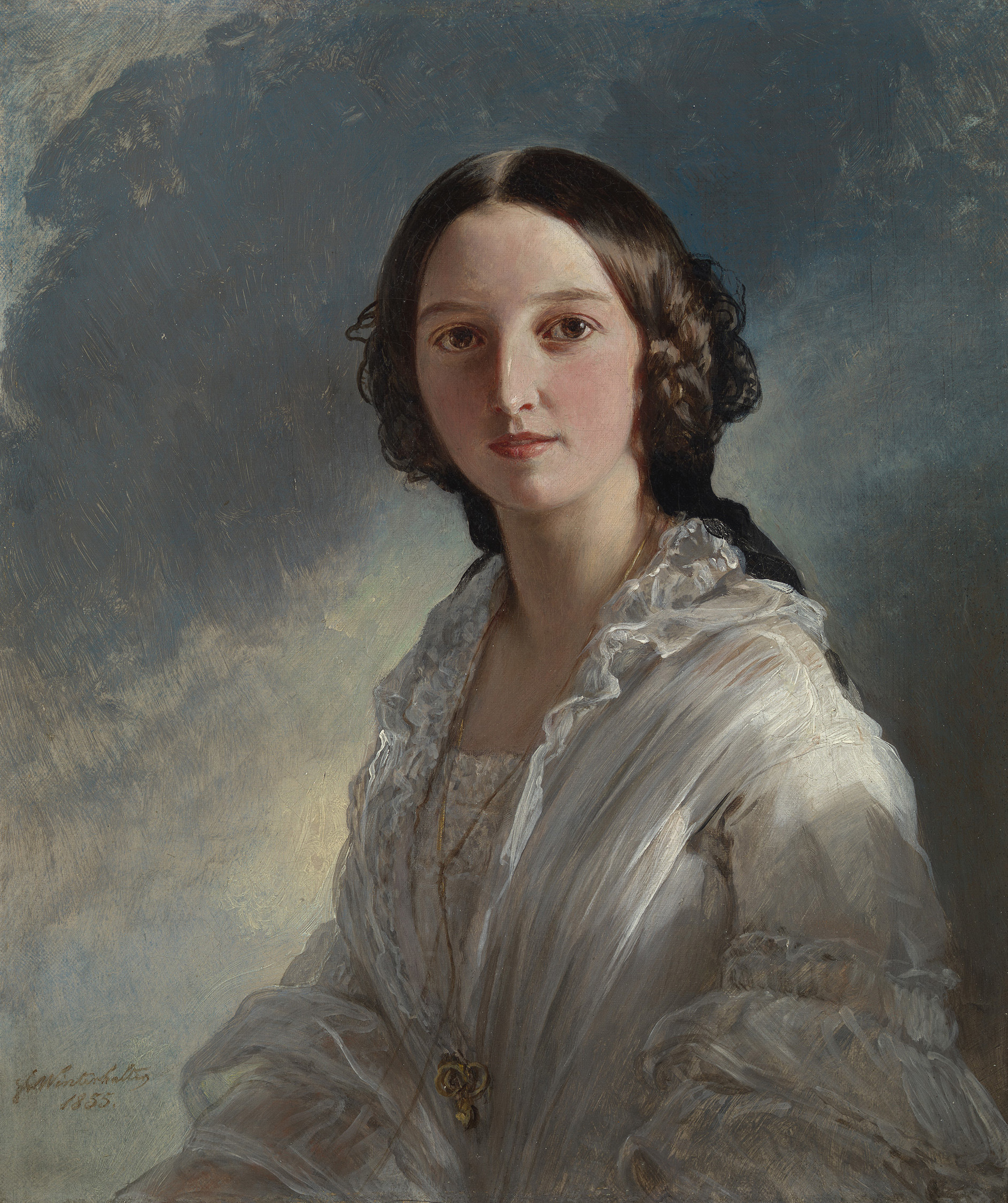
La princesa Feodora de Hohenlohe-Langenburg, segunda esposa de Jorge, c. 1860.

A pesar de su reciente viudez, Jorge fue en busca de una nueva esposa, aunque solo fuera para proporcionar una madre a sus dos hijos pequeños. Conoció a su prima segunda, la princesa Feodora de Hohenlohe-Langenburg, mientras él estaba de camino a Italia; se comprometieron casi enseguida. Su nueva esposa era hija de la princesa Feodora de Leiningen, media hermana de la reina Victoria del Reino Unido, y del príncipe Ernesto I de Hohenlohe-Langenburg. Se casaron el 23 de octubre de 1858  en Langenburg. Jorge y Feodora tuvieron tres hijos:
- Ernesto Bernardo Víctor Jorge (Meiningen, 27 de septiembre de 1859-Palacio de Altenstein, 29 de diciembre de 1941).
- Federico Juan Bernardo Hermann Enrique Mauricio (Meiningen, 12 de octubre de 1861-Tarcienne, 23 de agosto de 1914).
- Víctor (Meiningen, 14 de mayo de 1865-ib., 17 de mayo de 1865).

Su matrimonio fue infeliz ya que Jorge nunca se había recuperado de la muerte de Carlota y Feodora no era temperamentalmente adecuada para la vida que se esperaba que llevara. No tenía conocimientos intelectuales o artísticos; e incluso peor, no tenía interés en desarrollarlos. A pesar de esto, Jorge intentó educarla, siendo como era un gran amante de las artes, especialmente el teatro. Su madre los aprobaba, sosteniendo que era "muy sensible de su parte preparar de verdad a su novia ocupándose con lecciones, clases de dibujo, o escuchando lecturas de historia". Jorge pronto se dio cuenta, sin embargo, que ella nunca sería tan ingeniosa ni inteligente como Carlota. Después de la muerte de su tercer hijo, Feodora se mantuvo alejada de Meiningen tanto como era decentemente posible. En 1866, sucedió como duque reinante de Sajonia-Meiningen, convirtiéndola a ella en duquesa consorte de Sajonia-Meiningen.
Feodora contrajo escarlatina en enero de 1872, y murió al mes siguiente. A pesar de las muchas diferencias entre ellos, Jorge se mantuvo enamorado de ella; cuando ella enfermó, quedó verdaderamente angustiado y envió telegramas a los padres de ella dos veces al día.

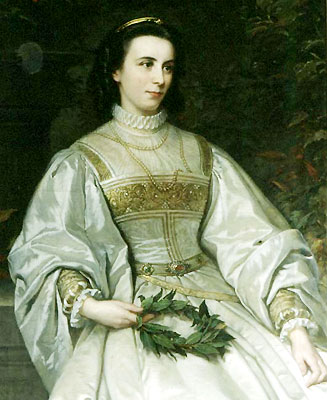
Elena Franz, tercera esposa de Jorge, c. 1870.

Se casó por tercera vez en un matrimonio considerado desigual en Liebenstein el 18 de marzo de 1873 con Elena Franz, una anterior actriz. Fue creada baronesa de Heldburg, un poco antes de su boda.
Este matrimonio era morganático, y enfureció en gran medida al káiser Guillermo I. Jorge, a su vez, aumentó su enfado y estuvo a la defensiva con cualquiera que no reconociera a su mujer y no la tratara como una igual. La mayoría de los alemanes apoyaron la decisión de Jorge de casarse, pero Guillermo se sintió particularmente molesto porque la primera esposa de Jorge había sido una pariente suya. Guillermo no fue el único en objetar este matrimonio; el padre de Jorge, el ex-duque Bernardo, estaba igual de enfadado y amenazó con apelar al pueblo con la idea equivocada que le apoyarían. Funcionarios y ministros de la corte de Sajonia-Meiningen también pusieron objeciones al enlace. Muchos dimitieron de sus cargos y sus esposas insultaron abiertamente a Elena. El ejército también rehusó saludarla, enfureciendo aún más al duque. Envió un emisario a Berlín con una queja a Guillermo I, quien respondió con la orden de que todos los oficiales debían en el futuro saludar a Elena como "baronesa de Heldburg". Nunca fue reconocida como duquesa consorte de Sajonia-Meiningen como su segunda esposa.
La pareja no tuvo hijos. Bien estimada por el pueblo, ella y el duque crearon y desarrollaron el progresivo Teatro de Meiningen.

## Relación con las artes

### Teatro
Después de la guerra franco-prusiana, Jorge se dedicó devotamente al teatro. Era uno de los más grandes intelectuales entre la alta nobleza durante el Imperio alemán. Es particularmente reconocido por el desarrollo de la compañía de teatro de Meiningen, Ensamble de Meiningen. Utilizando sus conocimientos sobre historia del arte y sus destrezas pictóricas, diseñó escenarios, indumentarias y propiedades altamente detalladas e históricamente acertadas. Además, coreografió escenas con muchos personajes que sorprendieron a la audiencia a lo largo de toda Europa. Él y su ensamble recorrieron Europa extensamente, y tuvo un profundo efecto en la producción teatral en todo el continente. El realismo vio el desarrollo del director como una entidad separada, alguien con un ojo para supervisar, alguien responsable por la concepción, interpretación, estilo y detalle del conjunto de la representación teatral. El Ensamble de Meiningen, desde sus raíces a finales de la década de 1830 bajo la dirección de Jorge II) y Ludwig Chronegk, procedió a desarrollar una compañía de teatro despojada de agentes teatrales y del star system. Un sistema centrado en la actuación, una puesta en escena realista y una producción 'unificada' bien desarrollada.  
En un artículo para el "Deutsche Buhne", el duque destacó sus principios para la dirección de una interpretación, siendo los más importantes la creación de una pintura escénica (el efecto pictórico creado por la síntesis de los actores con el escenario y los atuendos), la exactitud histórica en la puesta en escena, un estilo de actuación que utilizaba la precisión gestual e imitación de voz, el uso de las vestimentas del periodo o auténticas y el uso de un grupo orquestal con la precisa planificación y dirección de todo un grupo con escenas caracterizadas por múltiples personajes.
El objetivo inicial del Ensamble de Meiningen era crear, dentro del contexto de un ensamble, exactitud histórica en la puesta en escena con el propósito de crear la ilusión de espacio natural dentro del escenario. El duque Jorge estaba concernido principalmente con la creación de una atmósfera ilusoria naturalista donde el actor pudiera establecer o recrear una representación con autenticidad. Chrongk y el duque prepararon sketches y diagramas mostrando al actor cómo andar y moverse con la indumentaria del periodo para conseguir el mayor realismo. Las producciones de Meiningen influyeron en dramaturgos como Henrik Ibsen, actores como Henry Irving y directores como Antoine y Stanislavski.
Según las convenciones del realismo para el ensamble, el artista teatral debía crear la ilusión de la vida cotidiana diaria. Observaron que el arte debía copiar a la ciencia y mostrar la vida 'tal como es' sin comentarios ni interpretaciones. Su mayor contribución al escenario no fue solo el uso de elementos e indumentaria realistas sino en la forma en la que intentó integrar a los actores en la puesta en escena. El uso de detallados vestidos no reflejaba solamente la precisión histórica sino que perseguía ayudar a los actores a integrarse con otros elementos. Pedía que todos los actores estuvieran en la mayoría de los ensayos y resolvía cuidadosamente las acciones de cada uno en las escenas multitudinarias. Los miembros individuales y los actores principales, se esperaba que realizaran investigación específica y análisis de los personajes relacionados con los eventos representados sobre el escenario. Era conocido por su gran visión y memoria y a menudo trabajaba sin guion ni hojas de soporte, trabajando de cabeza y utilizando un enlace para comunicarse con su asistente Chrongk. Debido a que su trabajo viajó extensamente entre 1874-1890, la producciones unificadas de Meiningen tuvieron gran impacto en el mundo teatral. Es ampliamente considerado el primer director teatral moderno.

### Orquesta
El duque también fue patrón de una de las principales orquestas de Europa, la Orquesta de la Corte de Meiningen. La orquesta consiguió su distinción después de que el duque contratara al director Hans von Bülow en 1880. Bülow instituyó estrictos métodos de ensayo y, con el acuerdo del duque, contrató ocho músicos, elevando su número hasta 44. Ofreció la orquesta como conjunto de ensayo a Johannes Brahms, quien ensayó su Segundo Concierto para Piano y la Tercera Sinfonía con la orquesta y con quien estrenó ahí la Cuarta Sinfonía, dirigiéndola él mismo. Una disputa con Brahms sobre quién iba a dirigir el estreno de la Cuarta Sinfonía en Fráncfort llevó a Bülow a dimitir (estaba previsto que este la iba a dirigir, pero Brahms se adelantó con la dirección de una orquesta local). Bülow fue sucedido brevemente por su asistente de 20 años Richard Strauss, quien dimitió un mes después, y por Fritz Steinbach. Steinbach promulgó la música de Brahms, instituyendo los "Festivales de Brahms" en 1895 y 1897 en Meiningen con el compositor presente. Un concierto privado de la Orquesta de la Corte de Meiningen y Steinbach para Brahms en 1891 llevó al compositor a destacar el talento del primer clarinetista del ensamble, Richard Mühlfeld; Brahms prometió componer música para Mühlfeld, y en realidad compuso Trío para Clarinete, Quinteto para Clarinete, y dos Sonatas para Clarinete. En 1897, el duque llevó a cabo la construcción de un monumento a Brahms en el Jardín inglés de Meiningen, esculpido por Adolf von Hildebrand.

## Vejez
En su vejez, Jorge sufrió de sordera aguda y se retiró de la vida activa. Había sido un gran aficionado a la caza y a los viajes, y fue un gran coleccionista de antigüedades y manuscritos. Murió el 25 de junio de 1914 y fue sucedido por su hijo mayor, Bernardo.

## Títulos y tratamientos
Esta tabla aún no está actualizada. Puedes contribuir aportando información sobre títulos y tratamientos de esta persona.

## Ancestros
| \| \| \| \| \| \| \| \| \| \| \| \| \| \| \| \| \| \| \| \| 16. Duque Bernardo I de Sajonia-Meiningen \| \| \| \| \| \| \| \| \| \| \| \| \| \| \| \| \| \| \| \| \| \| \| \| \| \| \| \| \| \| \| \| \| \| \| \| \| \| \| \| \| \| \| \| \| \| \| \| \| \| \| \| \| \| 8. Duque Antonio Ulrico de Sajonia-Meiningen \| \| \| \| \| \| \| \| \| \| \| \| \| \| \| \| \| \| \| \| \| \| \| \| \| \| \| \| \| \| \| \| \| \| \| \| \| \| \| \| \| \| \| \| \| \| \| \| \| \| \| \| \| \| 17. Duquesa Isabel Leonor de Brunswick-Wolfenbüttel \| \| \| \| \| \| \| \| \| \| \| \| \| \| \| \| \| \| \| \| \| \| \| \| \| \| \| \| \| \| \| \| \| \| \| \| \| \| \| \| \| \| \| \| \| \| \| \| \| \| \| \| \| \| 4. Duque Jorge I de Sajonia-Meiningen \| \| \| \| \| \| \| \| \| \| \| \| \| \| \| \| \| \| \| \| \| \| \| \| \| \| \| \| \| \| \| \| \| \| \| \| \| \| \| \| \| \| \| \| \| \| \| \| \| \| \| \| \| \| 18. Landgrave Carlos I de Hesse-Philippsthal \| \| \| \| \| \| \| \| \| \| \| \| \| \| \| \| \| \| \| \| \| \| \| \| \| \| \| \| \| \| \| \| \| \| \| \| \| \| \| \| \| \| \| \| \| \| \| \| \| \| \| \| \| \| 9. Landgravina Carlota Amalia de Hesse-Philippsthal \| \| \| \| \| \| \| \| \| \| \| \| \| \| \| \| \| \| \| \| \| \| \| \| \| \| \| \| \| \| \| \| \| \| \| \| \| \| \| \| \| \| \| \| \| \| \| \| \| \| \| \| \| \| 19. Princesa Carolina Cristina de Sajonia-Eisenach \| \| \| \| \| \| \| \| \| \| \| \| \| \| \| \| \| \| \| \| \| \| \| \| \| \| \| \| \| \| \| \| \| \| \| \| \| \| \| \| \| \| \| \| \| \| \| \| \| \| \| \| \| \| 2. Duque Bernardo II de Sajonia-Meiningen \| \| \| \| \| \| \| \| \| \| \| \| \| \| \| \| \| \| \| \| \| \| \| \| \| \| \| \| \| \| \| \| \| \| \| \| \| \| \| \| \| \| \| \| \| \| \| \| \| \| \| \| \| \| 20. Príncipe Luis de Hohenlohe-Langenburg \| \| \| \| \| \| \| \| \| \| \| \| \| \| \| \| \| \| \| \| \| \| \| \| \| \| \| \| \| \| \| \| \| \| \| \| \| \| \| \| \| \| \| \| \| \| \| \| \| \| \| \| \| \| 10. Príncipe Cristián Alberto de Hohenlohe-Langenburg \| \| \| \| \| \| \| \| \| \| \| \| \| \| \| \| \| \| \| \| \| \| \| \| \| \| \| \| \| \| \| \| \| \| \| \| \| \| \| \| \| \| \| \| \| \| \| \| \| \| \| \| \| \| 21. Princesa Leonor de Nassau-Saarbrücken \| \| \| \| \| \| \| \| \| \| \| \| \| \| \| \| \| \| \| \| \| \| \| \| \| \| \| \| \| \| \| \| \| \| \| \| \| \| \| \| \| \| \| \| \| \| \| \| \| \| \| \| \| \| 5. Princesa Luisa Leonor de Hohenlohe-Langenburg \| \| \| \| \| \| \| \| \| \| \| \| \| \| \| \| \| \| \| \| \| \| \| \| \| \| \| \| \| \| \| \| \| \| \| \| \| \| \| \| \| \| \| \| \| \| \| \| \| \| \| \| \| \| 22. Príncipe Federico Carlos de Stolberg-Gedern \| \| \| \| \| \| \| \| \| \| \| \| \| \| \| \| \| \| \| \| \| \| \| \| \| \| \| \| \| \| \| \| \| \| \| \| \| \| \| \| \| \| \| \| \| \| \| \| \| \| \| \| \| \| 11. Princesa Carolina de Stolberg-Gedern \| \| \| \| \| \| \| \| \| \| \| \| \| \| \| \| \| \| \| \| \| \| \| \| \| \| \| \| \| \| \| \| \| \| \| \| \| \| \| \| \| \| \| \| \| \| \| \| \| \| \| \| \| \| 23. Condesa Luisa Enriqueta de Nassau-Saarbrücken \| \| \| \| \| \| \| \| \| \| \| \| \| \| \| \| \| \| \| \| \| \| \| \| \| \| \| \| \| \| \| \| \| \| \| \| \| \| \| \| \| \| \| \| \| \| \| \| \| \| \| \| \| \| 1. Duque Jorge II de Sajonia-Meiningen \| \| \| \| \| \| \| \| \| \| \| \| \| \| \| \| \| \| \| \| \| \| \| \| \| \| \| \| \| \| \| \| \| \| \| \| \| \| \| \| \| \| \| \| \| \| \| \| \| \| \| \| \| \| 24. Landgrave Federico II de Hesse-Kassel \| \| \| \| \| \| \| \| \| \| \| \| \| \| \| \| \| \| \| \| \| \| \| \| \| \| \| \| \| \| \| \| \| \| \| \| \| \| \| \| \| \| \| \| \| \| \| \| \| \| \| \| \| \| 12. Landgrave y elector Guillermo I de Hesse-Kassel \| \| \| \| \| \| \| \| \| \| \| \| \| \| \| \| \| \| \| \| \| \| \| \| \| \| \| \| \| \| \| \| \| \| \| \| \| \| \| \| \| \| \| \| \| \| \| \| \| \| \| \| \| \| 25. Princesa María de Gran Bretaña \| \| \| \| \| \| \| \| \| \| \| \| \| \| \| \| \| \| \| \| \| \| \| \| \| \| \| \| \| \| \| \| \| \| \| \| \| \| \| \| \| \| \| \| \| \| \| \| \| \| \| \| \| \| 6. Landgrave y elector Guillermo II de Hesse-Kassel \| \| \| \| \| \| \| \| \| \| \| \| \| \| \| \| \| \| \| \| \| \| \| \| \| \| \| \| \| \| \| \| \| \| \| \| \| \| \| \| \| \| \| \| \| \| \| \| \| \| \| \| \| \| 26. Rey Federico V de Dinamarca \| \| \| \| \| \| \| \| \| \| \| \| \| \| \| \| \| \| \| \| \| \| \| \| \| \| \| \| \| \| \| \| \| \| \| \| \| \| \| \| \| \| \| \| \| \| \| \| \| \| \| \| \| \| 13. Princesa Guillermina Carolina de Dinamarca \| \| \| \| \| \| \| \| \| \| \| \| \| \| \| \| \| \| \| \| \| \| \| \| \| \| \| \| \| \| \| \| \| \| \| \| \| \| \| \| \| \| \| \| \| \| \| \| \| \| \| \| \| \| 27. Princesa Luisa de Gran Bretaña \| \| \| \| \| \| \| \| \| \| \| \| \| \| \| \| \| \| \| \| \| \| \| \| \| \| \| \| \| \| \| \| \| \| \| \| \| \| \| \| \| \| \| \| \| \| \| \| \| \| \| \| \| \| 3. Princesa María Federica de Hesse-Kassel \| \| \| \| \| \| \| \| \| \| \| \| \| \| \| \| \| \| \| \| \| \| \| \| \| \| \| \| \| \| \| \| \| \| \| \| \| \| \| \| \| \| \| \| \| \| \| \| \| \| \| \| \| \| 28. Príncipe Augusto Guillermo de Prusia \| \| \| \| \| \| \| \| \| \| \| \| \| \| \| \| \| \| \| \| \| \| \| \| \| \| \| \| \| \| \| \| \| \| \| \| \| \| \| \| \| \| \| \| \| \| \| \| \| \| \| \| \| \| 14. Rey Federico Guillermo II de Prusia \| \| \| \| \| \| \| \| \| \| \| \| \| \| \| \| \| \| \| \| \| \| \| \| \| \| \| \| \| \| \| \| \| \| \| \| \| \| \| \| \| \| \| \| \| \| \| \| \| \| \| \| \| \| 29. Duquesa Luisa Amalia de Brunswick-Wolfenbüttel \| \| \| \| \| \| \| \| \| \| \| \| \| \| \| \| \| \| \| \| \| \| \| \| \| \| \| \| \| \| \| \| \| \| \| \| \| \| \| \| \| \| \| \| \| \| \| \| \| \| \| \| \| \| 7. Princesa Augusta de Prusia \| \| \| \| \| \| \| \| \| \| \| \| \| \| \| \| \| \| \| \| \| \| \| \| \| \| \| \| \| \| \| \| \| \| \| \| \| \| \| \| \| \| \| \| \| \| \| \| \| \| \| \| \| \| 30. Landgrave Luis IX de Hesse-Darmstadt \| \| \| \| \| \| \| \| \| \| \| \| \| \| \| \| \| \| \| \| \| \| \| \| \| \| \| \| \| \| \| \| \| \| \| \| \| \| \| \| \| \| \| \| \| \| \| \| \| \| \| \| \| \| 15. Princesa Federica Luisa de Hesse-Darmstadt \| \| \| \| \| \| \| \| \| \| \| \| \| \| \| \| \| \| \| \| \| \| \| \| \| \| \| \| \| \| \| \| \| \| \| \| \| \| \| \| \| \| \| \| \| \| \| \| \| \| \| \| \| \| 31. Condesa palatina Carolina de Zweibrücken \| \| \| \| \| \| \| \| \| \| \| \| \| \| \| \| \| \| \| \| \| \| \| \| \| \| \| \| \| \| \| \| \| \| \| \| \| \| \| \| \| \| \| \| \| \| \| \| \| \| \| \| |                                                       |  |  |  |  |  |  |  |  |  |  |  |  |  |  |  |
| |                                                       |  |  |  |  |  |  |  |  |  |  |  |  |  |  |  |
| | 16. Duque Bernardo I de Sajonia-Meiningen             |  |  |  |  |  |  |  |  |  |  |  |  |  |  |  |
| |                                                       |  |  |  |  |  |  |  |  |  |  |  |  |  |  |  |
| |                                                       |  |  |  |  |  |  |  |  |  |  |  |  |  |  |  |
| | 8. Duque Antonio Ulrico de Sajonia-Meiningen          |  |  |  |  |  |  |  |  |  |  |  |  |  |  |  |
| |                                                       |  |  |  |  |  |  |  |  |  |  |  |  |  |  |  |
| |                                                       |  |  |  |  |  |  |  |  |  |  |  |  |  |  |  |
| | 17. Duquesa Isabel Leonor de Brunswick-Wolfenbüttel   |  |  |  |  |  |  |  |  |  |  |  |  |  |  |  |
| |                                                       |  |  |  |  |  |  |  |  |  |  |  |  |  |  |  |
| |                                                       |  |  |  |  |  |  |  |  |  |  |  |  |  |  |  |
| | 4. Duque Jorge I de Sajonia-Meiningen                 |  |  |  |  |  |  |  |  |  |  |  |  |  |  |  |
| |                                                       |  |  |  |  |  |  |  |  |  |  |  |  |  |  |  |
| |                                                       |  |  |  |  |  |  |  |  |  |  |  |  |  |  |  |
| | 18. Landgrave Carlos I de Hesse-Philippsthal          |  |  |  |  |  |  |  |  |  |  |  |  |  |  |  |
| |                                                       |  |  |  |  |  |  |  |  |  |  |  |  |  |  |  |
| |                                                       |  |  |  |  |  |  |  |  |  |  |  |  |  |  |  |
| | 9. Landgravina Carlota Amalia de Hesse-Philippsthal   |  |  |  |  |  |  |  |  |  |  |  |  |  |  |  |
| |                                                       |  |  |  |  |  |  |  |  |  |  |  |  |  |  |  |
| |                                                       |  |  |  |  |  |  |  |  |  |  |  |  |  |  |  |
| | 19. Princesa Carolina Cristina de Sajonia-Eisenach    |  |  |  |  |  |  |  |  |  |  |  |  |  |  |  |
| |                                                       |  |  |  |  |  |  |  |  |  |  |  |  |  |  |  |
| |                                                       |  |  |  |  |  |  |  |  |  |  |  |  |  |  |  |
| | 2. Duque Bernardo II de Sajonia-Meiningen             |  |  |  |  |  |  |  |  |  |  |  |  |  |  |  |
| |                                                       |  |  |  |  |  |  |  |  |  |  |  |  |  |  |  |
| |                                                       |  |  |  |  |  |  |  |  |  |  |  |  |  |  |  |
| | 20. Príncipe Luis de Hohenlohe-Langenburg             |  |  |  |  |  |  |  |  |  |  |  |  |  |  |  |
| |                                                       |  |  |  |  |  |  |  |  |  |  |  |  |  |  |  |
| |                                                       |  |  |  |  |  |  |  |  |  |  |  |  |  |  |  |
| | 10. Príncipe Cristián Alberto de Hohenlohe-Langenburg |  |  |  |  |  |  |  |  |  |  |  |  |  |  |  |
| |                                                       |  |  |  |  |  |  |  |  |  |  |  |  |  |  |  |
| |                                                       |  |  |  |  |  |  |  |  |  |  |  |  |  |  |  |
| | 21. Princesa Leonor de Nassau-Saarbrücken             |  |  |  |  |  |  |  |  |  |  |  |  |  |  |  |
| |                                                       |  |  |  |  |  |  |  |  |  |  |  |  |  |  |  |
| |                                                       |  |  |  |  |  |  |  |  |  |  |  |  |  |  |  |
| | 5. Princesa Luisa Leonor de Hohenlohe-Langenburg      |  |  |  |  |  |  |  |  |  |  |  |  |  |  |  |
| |                                                       |  |  |  |  |  |  |  |  |  |  |  |  |  |  |  |
| |                                                       |  |  |  |  |  |  |  |  |  |  |  |  |  |  |  |
| | 22. Príncipe Federico Carlos de Stolberg-Gedern       |  |  |  |  |  |  |  |  |  |  |  |  |  |  |  |
| |                                                       |  |  |  |  |  |  |  |  |  |  |  |  |  |  |  |
| |                                                       |  |  |  |  |  |  |  |  |  |  |  |  |  |  |  |
| | 11. Princesa Carolina de Stolberg-Gedern              |  |  |  |  |  |  |  |  |  |  |  |  |  |  |  |
| |                                                       |  |  |  |  |  |  |  |  |  |  |  |  |  |  |  |
| |                                                       |  |  |  |  |  |  |  |  |  |  |  |  |  |  |  |
| | 23. Condesa Luisa Enriqueta de Nassau-Saarbrücken     |  |  |  |  |  |  |  |  |  |  |  |  |  |  |  |
| |                                                       |  |  |  |  |  |  |  |  |  |  |  |  |  |  |  |
| |                                                       |  |  |  |  |  |  |  |  |  |  |  |  |  |  |  |
| | 1. Duque Jorge II de Sajonia-Meiningen                |  |  |  |  |  |  |  |  |  |  |  |  |  |  |  |
| |                                                       |  |  |  |  |  |  |  |  |  |  |  |  |  |  |  |
| |                                                       |  |  |  |  |  |  |  |  |  |  |  |  |  |  |  |
| | 24. Landgrave Federico II de Hesse-Kassel             |  |  |  |  |  |  |  |  |  |  |  |  |  |  |  |
| |                                                       |  |  |  |  |  |  |  |  |  |  |  |  |  |  |  |
| |                                                       |  |  |  |  |  |  |  |  |  |  |  |  |  |  |  |
| | 12. Landgrave y elector Guillermo I de Hesse-Kassel   |  |  |  |  |  |  |  |  |  |  |  |  |  |  |  |
| |                                                       |  |  |  |  |  |  |  |  |  |  |  |  |  |  |  |
| |                                                       |  |  |  |  |  |  |  |  |  |  |  |  |  |  |  |
| | 25. Princesa María de Gran Bretaña                    |  |  |  |  |  |  |  |  |  |  |  |  |  |  |  |
| |                                                       |  |  |  |  |  |  |  |  |  |  |  |  |  |  |  |
| |                                                       |  |  |  |  |  |  |  |  |  |  |  |  |  |  |  |
| | 6. Landgrave y elector Guillermo II de Hesse-Kassel   |  |  |  |  |  |  |  |  |  |  |  |  |  |  |  |
| |                                                       |  |  |  |  |  |  |  |  |  |  |  |  |  |  |  |
| |                                                       |  |  |  |  |  |  |  |  |  |  |  |  |  |  |  |
| | 26. Rey Federico V de Dinamarca                       |  |  |  |  |  |  |  |  |  |  |  |  |  |  |  |
| |                                                       |  |  |  |  |  |  |  |  |  |  |  |  |  |  |  |
| |                                                       |  |  |  |  |  |  |  |  |  |  |  |  |  |  |  |
| | 13. Princesa Guillermina Carolina de Dinamarca        |  |  |  |  |  |  |  |  |  |  |  |  |  |  |  |
| |                                                       |  |  |  |  |  |  |  |  |  |  |  |  |  |  |  |
| |                                                       |  |  |  |  |  |  |  |  |  |  |  |  |  |  |  |
| | 27. Princesa Luisa de Gran Bretaña                    |  |  |  |  |  |  |  |  |  |  |  |  |  |  |  |
| |                                                       |  |  |  |  |  |  |  |  |  |  |  |  |  |  |  |
| |                                                       |  |  |  |  |  |  |  |  |  |  |  |  |  |  |  |
| | 3. Princesa María Federica de Hesse-Kassel            |  |  |  |  |  |  |  |  |  |  |  |  |  |  |  |
| |                                                       |  |  |  |  |  |  |  |  |  |  |  |  |  |  |  |
| |                                                       |  |  |  |  |  |  |  |  |  |  |  |  |  |  |  |
| | 28. Príncipe Augusto Guillermo de Prusia              |  |  |  |  |  |  |  |  |  |  |  |  |  |  |  |
| |                                                       |  |  |  |  |  |  |  |  |  |  |  |  |  |  |  |
| |                                                       |  |  |  |  |  |  |  |  |  |  |  |  |  |  |  |
| | 14. Rey Federico Guillermo II de Prusia               |  |  |  |  |  |  |  |  |  |  |  |  |  |  |  |
| |                                                       |  |  |  |  |  |  |  |  |  |  |  |  |  |  |  |
| |                                                       |  |  |  |  |  |  |  |  |  |  |  |  |  |  |  |
| | 29. Duquesa Luisa Amalia de Brunswick-Wolfenbüttel    |  |  |  |  |  |  |  |  |  |  |  |  |  |  |  |
| |                                                       |  |  |  |  |  |  |  |  |  |  |  |  |  |  |  |
| |                                                       |  |  |  |  |  |  |  |  |  |  |  |  |  |  |  |
| | 7. Princesa Augusta de Prusia                         |  |  |  |  |  |  |  |  |  |  |  |  |  |  |  |
| |                                                       |  |  |  |  |  |  |  |  |  |  |  |  |  |  |  |
| |                                                       |  |  |  |  |  |  |  |  |  |  |  |  |  |  |  |
| | 30. Landgrave Luis IX de Hesse-Darmstadt              |  |  |  |  |  |  |  |  |  |  |  |  |  |  |  |
| |                                                       |  |  |  |  |  |  |  |  |  |  |  |  |  |  |  |
| |                                                       |  |  |  |  |  |  |  |  |  |  |  |  |  |  |  |
| | 15. Princesa Federica Luisa de Hesse-Darmstadt        |  |  |  |  |  |  |  |  |  |  |  |  |  |  |  |
| |                                                       |  |  |  |  |  |  |  |  |  |  |  |  |  |  |  |
| |                                                       |  |  |  |  |  |  |  |  |  |  |  |  |  |  |  |
| | 31. Condesa palatina Carolina de Zweibrücken          |  |  |  |  |  |  |  |  |  |  |  |  |  |  |  |
| |                                                       |  |  |  |  |  |  |  |  |  |  |  |  |  |  |  |
| |                                                       |  |  |  |  |  |  |  |  |  |  |  |  |  |  |  |

## Sucesión
| Predecesor: Bernardo II | Duque de Sajonia-Meiningen 20 de septiembre de 1866-25 de junio de 1914 | Sucesor: Bernardo III |